# Mesoleptus vacuus
Mesoleptus vacuus är en stekelart som först beskrevs av Forster 1876.  Mesoleptus vacuus ingår i släktet Mesoleptus och familjen brokparasitsteklar. Inga underarter finns listade i Catalogue of Life.